# Soacha
Soacha – miasto w środkowej Kolumbii, w Kordylierze Wschodniej (Andy Północne). Położone jest w zespole miejskim Bogoty, na jego południowo-zachodnich obrzeżach. Położone jest na wysokości około 2565 metrów. Według spisu ludności z 30 czerwca 2018 roku miasto liczyło 655 025 mieszkańców. 
W Soacha funkcjonuje wydobycie węgla kamiennego. Dobrze rozwinięty jest przemysł cementowy, gumowy, maszynowy i włókienniczy. Miasto jest ośrodkiem handlowym regionu upraw m.in. kukurydzy, kawowca i warzyw. W mieście znajduje się siedziba rzymskokatolickiej diecezji Soacha. 
18 sierpnia 1989 roku w Soacha dokonano zamachu na kandydata na prezydenta Luisa Galána, który podczas swej kampanii prezydenckiej odwiedzał to miasto. 